# 1988 RN11
1988 RN11 är en trojansk asteroid i Jupiters lagrangepunkt L5. Den upptäcktes 14 september 1988 av den amerikanska astronomen Schelte J. Bus vid Cerro Tololo.